# Litonotaster africanus
Litonotaster africanus is een zeester uit de familie Goniasteridae.
De wetenschappelijke naam van de soort werd in 1969 gepubliceerd door Halpern.